# Lycopus primus
Lycopus primus là một loài nhện trong họ Thomisidae.
Loài này thuộc chi Lycopus. Lycopus primus được Guo Tang & S. Q. Li miêu tả năm 2009.